# 謝莫維特五世
謝莫維特五世（波蘭語：Siemowit V，1389年—1442年2月17日），馬佐夫舍-拉瓦公爵，謝莫維特四世的長子。
1435年左右，謝莫維特與奧帕瓦公爵揚二世的女兒瑪格麗塔結婚，兩人的獨女瑪格莎塔日後嫁給奧萊希尼察的康拉德九世。1442年謝莫維特五世去世，領地由弟弟瓦迪斯瓦夫繼承。